# Acta Historiae Artium
Az Acta Historiae Artium Academiae Scientiarum Hungaricae (latin: A Magyar Tudományos Akadémia Művészettörténeti Közleményei, a főcím 2000 óta Acta historiae artium) a Magyar Tudományos Akadémia Művészettörténeti Kutatóintézetének folyóirata. Tudományos publikációkat közöl magyar és külföldi szerzőktől kizárólag idegen nyelveken (angol, német, olasz, francia, régebben orosz). A megjelent dolgozatok témája általában valamilyen, a magyarországi művészethez kötődő téma, aminek nemzetközi megismertetését az idegennyelvűség hivatott segíteni. ISSN száma 0001-5830 (az online változaté 1588-2608). Az Akadémiai Kiadónál jelenik meg évente egy kötet. Jelenlegi szerkesztője Lővei Pál
Az első évfolyam Fülep Lajos szerkesztésében látott napvilágot 1953-ban. 2006-ig rendszertelenül jelent meg, évente több számban, azóta évenként egy kötet jelenik meg.